# Élections législatives danoises de 1929
Les élections législatives danoises de 1929 ont eu lieu le 24 avril 1929.

## Résultats

### Danemark métropolitain
| Inscrits                     | Inscrits                 | Inscrits                 | 1 781 163 |             |                       |                       |
| Abstentions                  | Abstentions              | Abstentions              | 358 013   | 20,1 %      |                       |                       |
| Votants                      | Votants                  | Votants                  | 1 423 150 | 79,9 %      |                       |                       |
|                              |                          |                          |           |             |                       |                       |
| Bulletins enregistrés        | Bulletins enregistrés    | Bulletins enregistrés    | 1 423 150 |             |                       |                       |
| Bulletins blancs ou nuls     | Bulletins blancs ou nuls | Bulletins blancs ou nuls | 2 904     | 0,2 %       |                       |                       |
| Suffrages exprimés           | Suffrages exprimés       | Suffrages exprimés       | 1 420 246 | 99,8 %      | 148 sièges à pourvoir | 148 sièges à pourvoir |
|                              |                          |                          |           |             |                       |                       |
| Liste                        | Tête de liste            |                          | Suffrages | Pourcentage | Sièges acquis         | Var.                  |
| Social-démocratie            | Thorvald Stauning        |                          | 593 191   | 41,77 %     | 61 / 148              | 8                     |
| Venstre                      | Thomas Madsen-Mygdal     |                          | 402 121   | 28,31 %     | 43 / 148              | 3                     |
| Parti populaire conservateur | Christmas Møller         |                          | 233 935   | 16,47 %     | 24 / 148              | 6                     |
| Parti social-libéral danois  | Peter Rochegune Munch    |                          | 151 746   | 10,68 %     | 16 / 148              | en stagnation         |
| Parti de la justice          | Néant                    |                          | 25 810    | 1,82 %      | 3 / 148               | 1                     |
| Parti du Schleswig           | Néant                    |                          | 9 787     | 0,69 %      | 1 / 148               | en stagnation         |
| Parti communiste du Danemark | Néant                    |                          | 3 656     | 0,26 %      | 0 / 148               | en stagnation         |